# Старая православная церковь (Сараево)
Церковь Святых Архангелов Михаила и Гавриила (серб. Црква Св. Арханђела Михаила и Гаврила, сербохорв. Crkva Sv. Arhanđela Mihaila i Gavrila), более известна как Старая православная церковь (серб. Стара православна црква, сербохорв. Stara pravoslavna crkva) — церковь Дабро-Боснийской митрополии Сербской православной церкви, самая старая церковь в Сараеве и одно из старейших зданий в городе. Расположена неподалеку от Башчаршии — древнего базара и культурного центра Сараева.

## История
Точная дата основания церкви неизвестна. Возможно, что первая церковь на этом месте была построена ещё в Средневековье. В турецком дефтере 1485 года упоминается наличие в Сараеве 103 христианских домов. В документе, датированном 1489 годом, упомянут некий Джуро, бывший сыном священника. Это указывает на то, что в Сараеве был священник и, вполне возможно, церковь. Первое достоверное письменное упоминание датировано 1539 годом.
В XVII веке церковь трижды пострадала от пожаров. В XVIII веке храм сгорал дважды: в 1724 и 1788 годах. После первого пожара церковь была восстановлена в 1730 году. Второй пожар повредил крышу здания, отремонтированную в 1793 году. В 1881 году, во время Австро-Венгерской оккупации, с западной стороны церкви была сооружена кирпичная колокольня.
1 марта 1992 года, во время сербской свадьбы, возле церкви произошло убийство, положившее начало Боснийской войне.
В 2006 году старая православная церковь объявлена национальным памятником Боснии и Герцеговины.

## Архитектура
Храм имеет прямоугольною форму. Длина — 14,5 метров, ширина — 16 метров, высота — 8 метров. Значительная часть здания находится ниже уровня земли. Стены, толщиной более 100 см, сделаны из известняка. Апсида отсутствует. Во время ремонта, в 1730 году был сделан второй ярус церкви, предназначающийся для женщин.

## Музей
При церкви действует музей, открытый 1890 году. В нём хранится около 700 экспонатов, в том числе старинные иконы, книги, богослужебные предметы и облачения, султанские фирманы. Музей пользуется популярностью среди иностранных туристов, в то же время среди боснийцев он остаётся малоизвестным.